# Ksiromero
Ksiromero (gr. Δήμος Ξηρομέρου, Dimos Ksiromeru) – gmina w Grecji, w administracji zdecentralizowanej Peloponez, Grecja Zachodnia i Wyspy Jońskie, w regionie Grecja Zachodnia, w jednostce regionalnej Etolia-Akarnania. Siedzibą gminy jest Astakos. W 2011 roku liczyła 11 737 mieszkańców. Powstała 1 stycznia 2011 roku w wyniku połączenia dotychczasowych gmin: Astakos, Fities i Alizia.